# Blaxxun
Blaxxun Interactive(первоначально Black Sun Interactive) — была одной из первых компаний, разработавших платформу 3D-сообщества, предназначенную для Интернета с использованием языка VRML и масштабируемых многопользовательских серверных сред.

## История
Была основана в августе 1995 года со  штаб-квартирой в Мюнхене. Финансировалась американской венчурной компанией CMGI в том же портфеле, что и ведущие интернет-компании, такие как GeoCities и Lycos. Позже среди инвесторов blaxxun были tbg и General Electric.
Были разработаны 3D-браузеры и многопользовательские серверные платформы. Среди клиентов компании были BMW («3D-конфигуратор автомобилей»), Deutsche Bank («Виртуальное собрание акционеров»), IBM (демонстрация 3D-ноутбука), Canal + («Виртуальный Париж»), Siemens, Intel и многие другие крупные корпорации.
В 1996 году Blaxxun приобрела сетевое сообщество CyberTown и превратила его в 3D-сообщество, которое к 2000 году привлекло более 1 миллиона зарегистрированных пользователей. Кроме того, Blaxxun создала совместные предприятия с ведущим немецким издательством Cornelsen (3D-сообщество Learnetix) и футбольным сообществом SoccerCity. (совместно с журналом Kicker).
В 2000 году Blaxxun было запланировано IPO  на немецком рынке Neuer Markt. IPO было отложено и, наконец,  отменено в августе 2000 года, в результате окончания интернет-бума и крушения пузырь доткомов. В 2001 году blaxxun стала прибыльной и сумела привлечь дополнительные средств, но затем пострадала от падения доходов Интернета.
В начале 2002 года компания прекратила свою деятельность. Некоторые активы были переданы компаниям-преемникам. Blaxxun Technologies  продолжила продавать базовые серверные технологии; Bitmanagement Software  — разработку 3D-клиента. Cybertown  был возвращен основателям и позже продан.